# Béchir Ben Mustapha
Béchir Ben Mustapha est une personnalité tunisienne du football.
Il a été l'un des fondateurs et le premier président de l'histoire du Club africain,, poste qu'il occupe de 1920 à 1921 et de 1922 à 1923.
Militant nationaliste, Ben Mustapha est aussi un pionnier du scoutisme en Tunisie et un amateur d'art.
En 2020, la Poste tunisienne émet un timbre-poste à son effigie à l'occasion du centenaire du Club africain.